# Carbonemys
Carbonemys is een geslacht van uitgestorven reuzenschildpadden, ingedeeld bij de Podocnemididae. Fossielen van het dier werden gevonden in de Cerrejón-formatie uit het Paleoceen van Noord-Colombia. De typesoort is Carbonemys cofrinii.
In 2005 werd een exemplaar ontdekt in het sedimentair gesteente van ongeveer 60 miljoen jaar oud (Selandien-Thanetien). In de El Cerrejón-mijn vond een promovendus van North Carolina State University, Edwin Cadena, de eerste fossielen van het dier. Het schild was ongeveer 1,72 meter lang. Dit is veel groter dan tegenwoordige schildpadden, maar kleiner dan schildpadden als Archelon en Gigantatypus die in het Krijt leefden. Het schild van Carbonemys was bijna zo groot als dat van de pas in het Plioceen (5 Ma) levende Stupendemys, de grootste zoetwaterschildpad ooit.

## Etymologie
De naam van het geslacht is afgeleid van het Latijnse carbo, dat steenkool betekent en het Oudgriekse woord ἐμύς, emus; zoetwaterschildpad. Dit refererend aan de steenkoolmijn El Cerrejón waar Carbonemys werd gevonden en de eigenschappen van de schildpad. De soortnaam werd gegeven ter ere van David Cofrin, een medewerker van het team dat de schildpad ontdekte.

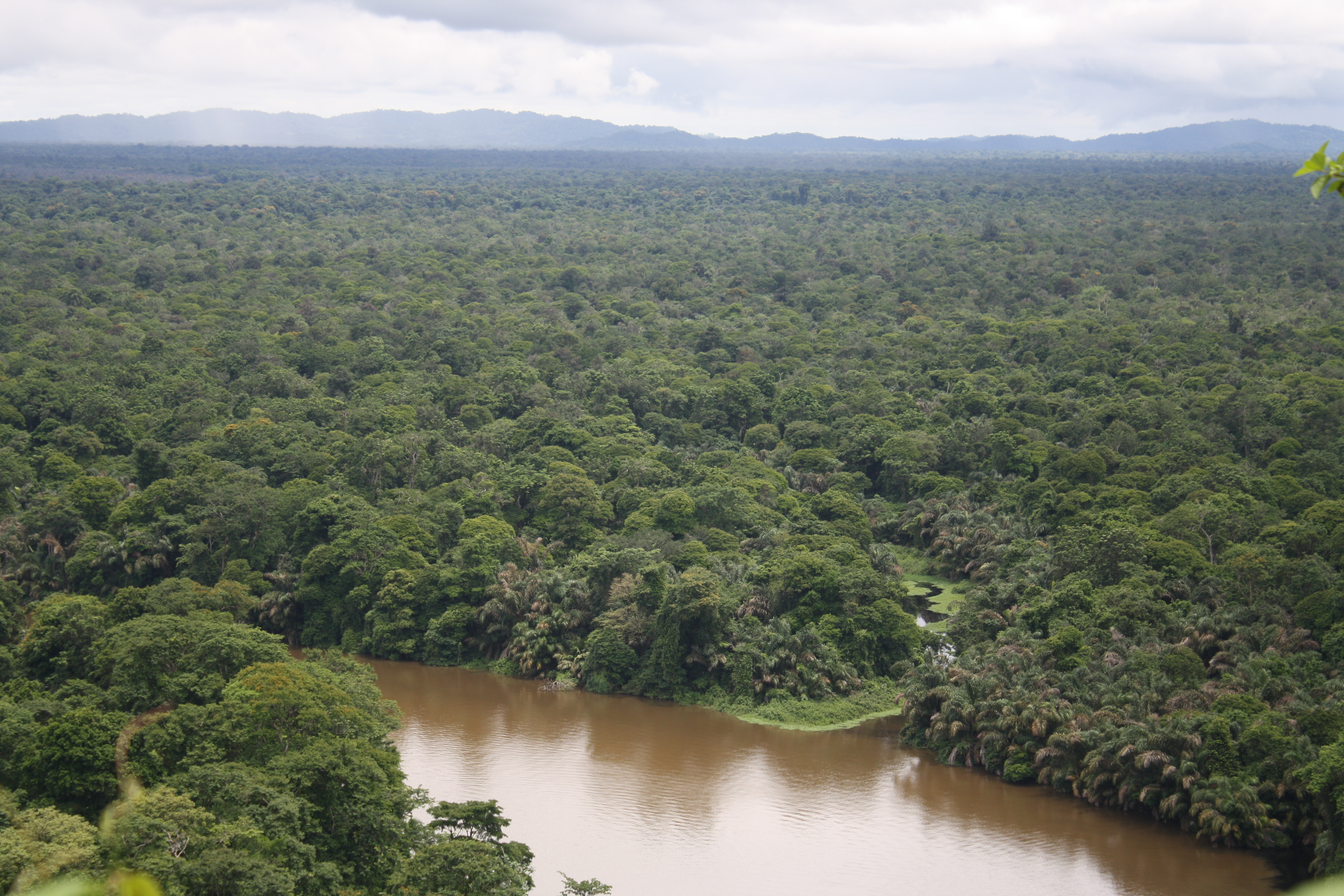
Het Tortuguero-palmenbos in Costa Rica, vergelijkbaar leefmilieu voor Carbonemys, maar dan zo'n 10 graden Celsius heter

## Voorkomen
Carbonemys leefde in het eerste neotropische oerwoud, dat zich zo'n 6 miljoen jaar na het uitsterven van de dinosauriërs gevormd had aan de noordkust van het toen van alle andere paleocontinenten geïsoleerd liggende Zuid-Amerika. Het klimaat was zeer heet en nat, met geschatte minimumtemperaturen van 30 tot 34 graden Celsius en 4000 mm regen per jaar. Dit oerwoud, dat vormde in kustmoerassen en rivierdelta's, zorgde voor een rijke megafauna. Naast Carbonemys leefden nog drie schildpaddengeslachten in de tropische kustwateren: Cerrejonemys wayuunaiki, Pelomedusoides en Puentemys mushaisaensis. Carbonemys wordt verondersteld een carnivoor geweest te zijn en de als fossiel aangetroffen krokodillen Acherontisuchus guajiraensis en Cerrejonisuchus improcerus als prooi te bejagen.
Op zijn beurt zou de schildpad zelf door de grote krokodillen bejaagd kunnen zijn, maar zijn grote, sterke schild zou de aanvallen van de grootste predator in het ecosysteem kunnen hebben weerstaan. De reuzenslang Titanoboa zou het met zijn 12 tot 15 meter lengte en gewicht van meer dan 1100 kilogram voorzien hebben op de krokodillen, vogels en zoogdieren die in het vroege Paleoceen nog klein waren.

## Taxonomische indeling
Fylogenetisch onderzoek in 2012 heeft uitgewezen dat Carbonemys verwant is aan de huidige zoetwaterschildpadden als Erymnochelys madagascariensis en Peltocephalus dumerilianus waarmee ze een onderfamilie, de Erymnochelyinae vormt samen met andere uitgestorven soorten als Dacquemys paleomorpha, Shweboemys antiqua, Stereogenys cromeri en Bairdemys. De aanwezigheid in deze klade duidt op een neotropische expansie van deze groep van schildpadden al in het begin van het Cenozoïcum, die vermoedelijk in het Laat-Krijt ontstonden. Tijdens het einde van het Mioceen, lang na het uitsterven van Carbomenys, werd het leefgebied van de zoetwaterschildpadden beperkt tot noordelijk Zuid-Amerika, Subsahara-Afrika en Madagaskar.